# Аджи Коба I

Вход в пещеру и охранная табличка

Аджи-Коба I — стоянка эпохи мустье и верхнего палеолита. Расположена в одноимённой пещере на западном склоне Караби-Яйлы у скального обрыва плато, в Белогорском районе Крыма.

## Описание
Расположена на западном склоне Караби-Яйлы в Белогорском районе Республики Крым у скального обрыва плато, на правом берегу балки (оврага) Ауджиклы в дальнейшем впадающей в реку Су-Ат. Вход в пещеру открывается на юг.

## Исследования
Стоянка открыта А. С. Моисеевым в 1920 году. Исследовалась в 1932—1933 годах экспедицией под руководством Г. А. Бонч-Осмоловского.
Располагается в относительно глубокой пещере длиной 32 метра и шириной 6,5 метров, в виде ряда из соединенных друг с другом залов.
Было сделано 3 раскопа общей площадью 50 квадратных метров. Стратиграфически и типологически было выделено два комплекса: эпохи мустье и верхнего палеолита. Фауна более раннего периода характерна наличием останков: быков, сайги, благородного и северного оленей, носорога, лошадей и диких ослов, а также волков, лисиц, песцов, корсаков и медведей. Поздний фаунистический комплекс отличается от раннего отсутствием носорогов и лошадей, но вдобавок к описанным видам содержит останки козлов, муфлонов, гиен, диких кошек, а также, рысей и тюленей.
Кремнёвый инвентарь в первом случае — это орудия с односторонней и двухсторонней обработкой, остроконечники и скребла. В позднем комплексе обнаружены пластины с подправкой по краю, микропластинки с краевой ретушью, срединные и угловые резцы на пластинах, скребки на длинных пластинах и отщепах, а также обломки костяных шил.
В 1 километре к югу от пещеры располагаются стоянки Аджи-Коба II (ранний этап горно-крымской неолитической культуры) и Аджи-Коба III (мурзак-кобинской культуры), изученные А. А. Яневичем.